# Сулейманово (Зіанчуринський район)
Сулейма́ново (рос. Сулейма́ново, башк. Сөләймән) — присілок у складі Зіанчуринського району Башкортостану, Росія. Входить до складу Байдавлетовської сільської ради.
Населення — 20 осіб (2010; 15 в 2002).
Національний склад:
- башкири — 74%